# Jean Després
Pour les articles homonymes, voir Després.
Jean Després, né le 15 juin 1889 à Souvigny (Allier), et mort en 1980 à Avallon (Yonne), est un orfèvre et un créateur de bijoux français, l'un des plus novateurs des années d'entre-deux-guerres.

## Biographie

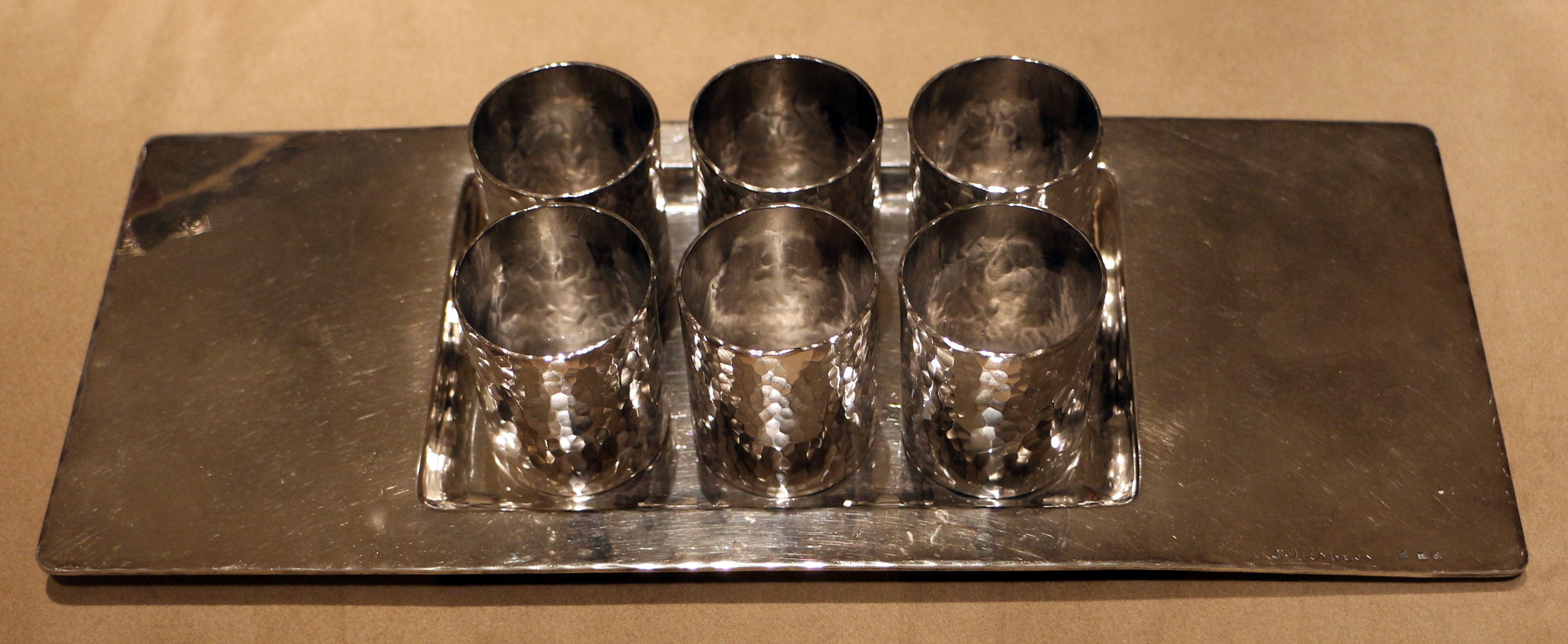
Service de verres à liqueur en métal argenté (ca. 1930-50)

Jean Després est né dans une famille d’artisans verriers. Son grand père Jean-Baptiste Desprès fut verrier à Bligny dans l'Aube, et son père Octave Desprès, est employé comme voyageur de commerce à la Verrerie de Souvigny au moment de sa naissance en 1889. La famille s'installe en 1890 à Avallon pour ouvrir une boutique de bibelots et quincaillerie au no 27 rue de Paris, puis au no 20 place Vauban.
Scolarisé à Avallon, il n'est pas un élève très brillant. Sa passion c'est le vélo et les compétitions. Il obtient son brevet élémentaire en 1905. Puis son père le place en apprentissage chez un ami orfèvre à Paris dans le quartier du Marais.
Il complète sa formation en suivant les cours de dessin dans les écoles de la ville de Paris et fréquente également Montmartre et le cercle des jeunes cubistes, surréalistes, futuristes : Giorgio De Chirico, Marie Laurencin, Chaïm Soutine, Maurice Utrillo. Au Bateau-Lavoir il fait la connaissance d'Amedeo Modigliani, de Pablo Picasso  et  de Georges Braque, qui devient son meilleur ami.
Pendant Première Guerre mondiale, il est classé service  auxiliaire en décembre 1914 pour une déformation de l'avant bras gauche, puis il est rappelé à l'activité en janvier 1916 et connait différentes affectations (Cinquième section d'infirmiers, 113e régiment d'infanterie, Cinquième section de secrétaires en 1916 ; Dépôt des services automobiles, Cinquième escadron du train en 1917), qui le  conduisent finalement à rejoindre des formations de l'aviation militaire à la fin de la guerre. Il passe au Deuxième groupe d'aviation en décembre 1917, puis au Premier groupe d'aviation en juin 1918, en tant que planneur meccano dans l'escadrille 491. Després en évoquant cette période parlera lui d'une expérience de mécanicien dessinateur, qui le marque durablement et va nourrir toute son œuvre.
Dans les années 1920-1930, il reprend le magasin de ses parents à Avallon et monte son atelier où il crée des bijoux moteurs, dont les formes pures inspirées des pièces de la mécanique aéronautique s'inscrivent dans le courant de l'avant-garde. Artisan du métal, or, argent, étain, Després façonne la matière, invente des formes nouvelles. Comme ses contemporains Gérard Sandoz ou Raymond Templier, il fait partie de ces pionniers qui renoncent aux codes de la haute joaillerie et a l'emploi de pierres précieuses. Il participe, avec l'aide de Paul Signac, à son premier Salon des indépendants en 1926. En 1929, il y présente des bijoux d'argent et d'étain.
Orfèvre de formation, il participe également au renouveau des formes de l'orfèvrerie en la débarrassant de ses les ornements classiques, pour créer des pièces aux formes massives, en argent, en étain, le plus souvent en métal argenté, reconnaissables entre toutes par leur aspect martelé. Il compte de nombreuses amitiés dans les avant-gardes de l'époque, comme Paul Jouve ou Maurice de Vlaminck.

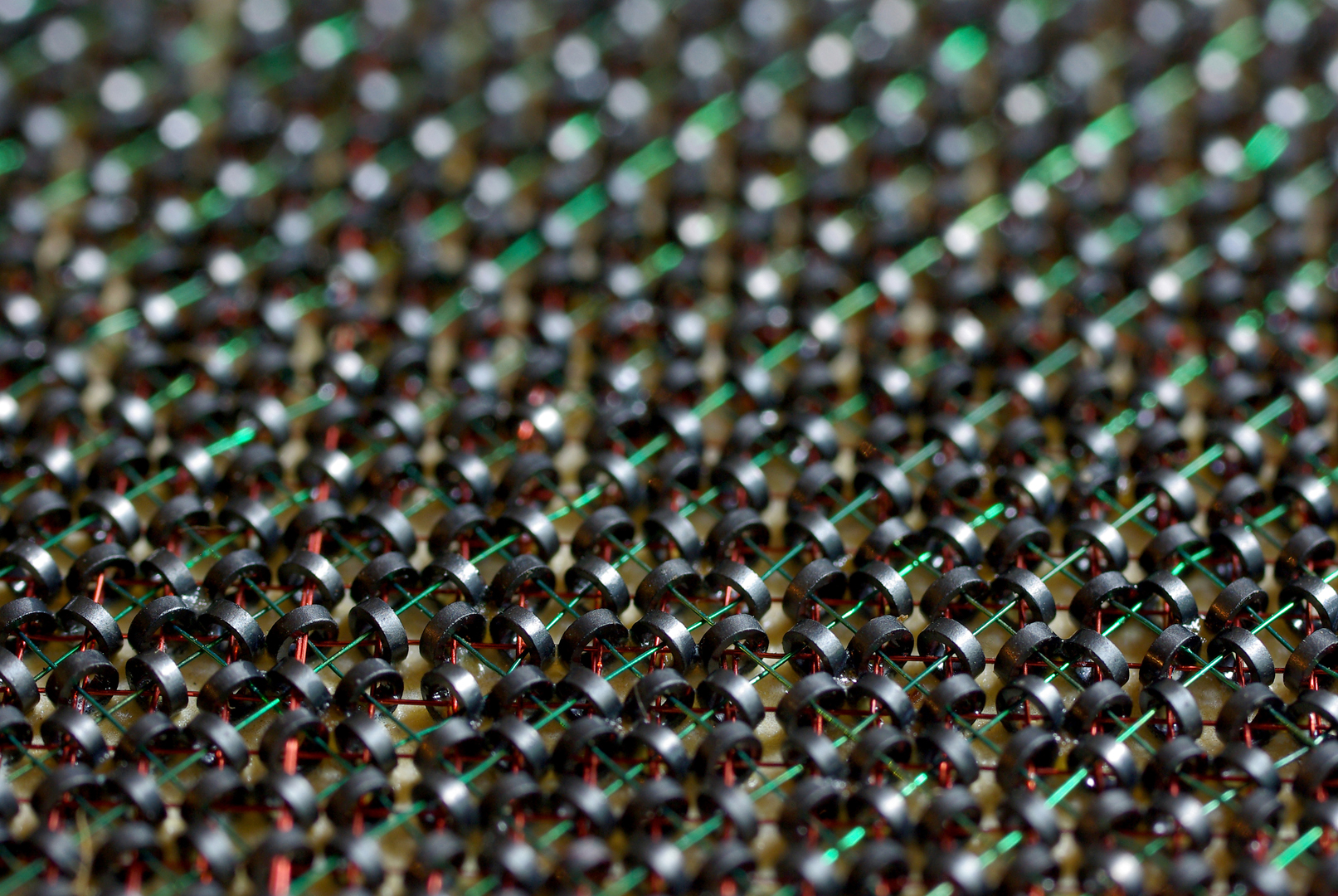
Mémoire vive à tores de ferrite (1951)

En 1935, il s'occupe de la galerie l'Art et la Mode, au no 39 rue du Colisée à Paris. Le 10 août 1937, il épouse Simone Delattre, artiste-peintre et décoratrice sur tissus brodés (ils n'auront pas d'enfant). Il est récompensé par l'Aéroclub qui lui attribue une médaille d'or en 1937. Ces œuvres commencent à être connues à l'étranger. L'année suivante, il est nommé chevalier de la Légion d'honneur. Il dirige sa galerie et garde son atelier à Avallon. En 1940, il est président du Syndicat des orfèvres, délégué professionnel à la protection artistique au bureau international de la bijouterie-orfèvrerie. Il est rapporteur pour l'orfèvrerie à la commission des récompenses de la Société d'encouragement à l'art et à l'industrie.
En 1943, il vient habiter rue de La Trémoille à Paris, où il a un magasin à la même adresse. Parmi ses amis, il compte Pierre Vigoureux et fréquente Cavaillès, Worms, Peltier, Lalique, les Delaunay, Fernand Léger et bien d'autres. Il compte Joséphine Baker parmi ses clientes célèbres.
Après la guerre, Jean Després exposera plusieurs fois, avec le soutien de l'État, dans différents pays étrangers. En 1972, il offre à la ville d'Avallon soixante-huit de ses œuvres.
Il était membre de l'Académie du Morvan en 1968.

## Œuvres
- Avallon, musée de l'Avallonnais : salle Després ;
- Musée des arts décoratifs de Paris ;
- Série des bijoux moteurs, 1930 : Bague moteur ; Broche Bielle, Broche vilebrequin ; Bracelet Arbre à Came[6] ;
- Greenwich (États-Unis, The Brant Foundation : Pendentif, 1932[7]
- Plume d'or, [1962, pour Jean Cocteau[réf. nécessaire]

## Salons
- 1926 : Salon des indépendants ;
- 1928 : Salon de la Société nationale des beaux-arts ;
- 1928 : Salon des artistes décorateurs ;
- 1931 : Salon d'automne.

## Expositions
- 1925 : musée des arts décoratifs de Paris, avec Rose Adler et le peintre Étienne Cournault ;
- 1925 : Exposition internationale des Arts décoratifs ;
- 1930 : Union des artistes modernes, au Pavillon de Marsan, il expose des bijoux surréalistes, composés avec les glaces gravées d'Étienne Cournault ;
- 1936 : Artistes de ce Temps, avec Paul Jouve, Raymond Subes, Jean Dunand, Jean Mayodon ;
- 1937 : Exposition internationale des Arts et Techniques, avec René Ben Sussan, René Lalique[8] ;
- 1950 : Paris, Petit Palais, Année Sainte, exposition d'art religieux ;
- 1951 : Paris, Petit Palais, avec Simone Delattre, Rouault, Jean Puiforcat, Chagall, Jean Lambert-Rucki, Louis Barillet ;
- 1952 : Paris, Petit Palais ;
- 1950 : Année Sainte à Vézelay.

## Récompenses et décorations
- 1937 : médaille d'or de l'Aéroclub pour des coupes et des bijoux ayant trait à l'aviation ;
- 1937 : prix des Arts décoratifs ;
- 1937 : diplôme d'honneur à l'Exposition universelle ;
- hors-concours aux expositions de l'artisanat à titre de créateur-exécutant ;
- 1938 : chevalier de la Légion d'honneur.